# 森佩雷
森佩雷，是西班牙巴伦西亚自治区巴伦西亚省的一个市镇。总面积4平方公里，总人口29人（2001年），人口密度7人/平方公里。